# NGC 1893
NGC 1893 هي مجرة تتبع كوكبة ممسك الأعنة. اكتشفها جون هيرشل في 22 يناير 1827.

## روابط خارجية
- NGC 1893 على موقع ويكي سكاي: DSS2, SDSS, GALEX, IRAS, Hydrogen α, X-Ray, Astrophoto, Sky Map, Articles and images